# Войцек
Войцек (нім. Woyzeck) — фрагмент драми німецького драматурга Ґеорґа Бюхнера, який, імовірно, почав писати її приблизно в кінці липня — на початку жовтня 1836 року. Коли він помер на початку лютого 1837 року, твір залишився у вигляді фрагмента. Рукопис зберігся в кількох чернетках. Войцека вперше опублікували у 1879 році в сильно переробленій версії Карла Еміля Францоса. Прем'єра «Войцека» відбулася лише 8 листопада 1913 року в Резиденцтеатрі у Мюнхені. Відтоді її перекладали на багато мов і неодноразово переосмислювали. Він втілює тип відкритої драми, особливо через його вільну послідовність епізодів, навіть якщо останнім часом ця інтерпретація, як правило, заперечувалася, то класифікація як відкритої драми припускається через фрагментарний характер твору. Сьогодні «Войцек» є однією з найпопулярніших і найвпливовіших драм у німецькій літературі, яка надихнула багатьох митців на створення власних творів.

## Історія створення